# Il signor Diavolo (film)
Il signor Diavolo è un film del 2019 diretto da Pupi Avati.
È tratto dall'omonimo romanzo scritto sempre dal regista bolognese. Avati ha dichiarato che questo film, scritto insieme a suo figlio Tommaso Avati e al fratello Antonio Avati, ha segnato il suo ritorno all'horror e di voler raccontare, ancora una volta, le storie di paura che un tempo erano protagoniste dei racconti narrati la sera accanto al fuoco nelle case di campagna. È l'ultima apparizione cinematografica di Lino Capolicchio, che già per Avati, negli stessi luoghi, aveva interpretato La casa dalle finestre che ridono.

## Trama
Roma, 1952. Furio Momenté, giovane funzionario del Ministero di Grazia e Giustizia, viene inviato a Venezia per seguire un caso molto delicato: il quattordicenne Carlo Mongiorgi ha ucciso un suo coetaneo, Emilio Vestri Musy, affermando che egli sia in realtà il diavolo. Questo processo potrebbe rivelarsi dannoso per il governo della Democrazia Cristiana, poiché il delitto è stato fomentato da superstizione religiosa e sono coinvolti un sacrestano e una suora; la madre di Emilio, Clara, era inoltre una fervida sostenitrice della DC, ma dopo l'accaduto è divenuta acerrima nemica della chiesa e del governo. Il compito di Furio sarà condurre un'indagine parallela e trovare elementi che smentiscano il coinvolgimento dei prelati e che insabbino il caso. Sul treno per Venezia Furio legge gli atti delle indagini, nei quali viene raccontata la storia del delitto.
Un anno prima. Carlo, residente a Lio Piccolo, è inseparabile dal suo miglior amico Paolino, con il quale frequenta il catechismo del sacrestano Gino, che insegna loro a temere il diavolo ma al tempo stesso a rispettarlo, arrivando addirittura a chiamarlo Signor Diavolo. Un giorno, a catechismo viene inserito Emilio: il ragazzo, erede di una famiglia nobile veneziana, ha una tetra fama nel paese, a causa di una sua deformità: la dentatura superiore quasi simile a quella di un maiale. Per questo si dice che sua madre lo abbia avuto accoppiandosi con un verro selvatico e che, da piccolo, abbia sbranato a morsi la sua sorellina neonata per gelosia. Un giorno Paolino spacca con una fiondata il fanalino della bicicletta che Emilio sta imparando a guidare. Questi si infuria e aggredisce Paolino; inoltre, giorni dopo, durante la Prima Comunione dei ragazzi, si vendica facendo lo sgambetto a Paolino e portandolo a calpestare l'ostia consacrata. Tale fatto porta all'interruzione della messa e all'invalidazione del sacramento. La vergogna per quanto accaduto porta Paolino ad ammalarsi gravemente e a morire dopo qualche giorno.
Carlo si sente perso senza Paolino, così, sotto indicazioni del sacrestano, avvicina Emilio, il quale gli rivela il metodo per riavvertire la presenza del suo amico defunto: dovrà dare un'ostia consacrata in pasto a un maiale. Carlo esegue e in effetti riceve dei segnali indicatori della presenza accanto a sé di Paolino, ma poco dopo questo lo terrorizza e lui racconta tutto ai genitori. Questi si rivolgono alla loro cugina Dolores, suora del convento del paese, la quale suggerisce di acquistare il maiale, ammazzarlo e poi bruciarlo per espiare il sacrilegio. Così viene fatto, ma tornando a casa il padre di Carlo muore, apparentemente per un colpo dello stesso fucile con cui ha ucciso il maiale. Trovatosi da solo, Carlo scopre che Emilio ha osservato tutta la scena nascosto nell'oscurità, e costui lo accusa di aver ucciso il maiale. Carlo, con la fionda di Paolino, lo colpisce con un sasso e lo uccide.
Nella deposizione di Clara Vestri Musy, Furio legge una versione diversa dei fatti: la donna rivela che suo figlio era affetto da epilessia a causa della quale era stato sottoposto a elettroshock e operazioni varie, tra cui un'esposizione alle radiazioni, che gli avevano causato la deformità e i problemi psichici; nel tentativo di aiutarlo, lei e il marito avevano adottato una bambina nata prematuramente e orfana, che tuttavia era morta per cause naturali e non per i morsi di Emilio. La donna attribuisce la colpa di quanto accaduto alla superstizione popolare e al fanatismo religioso. La donna accusa apertamente Padre Amedeo, un sacerdote che avrebbe sottoposto Emilio a esorcismo, nonché Don Zanini, arciprete di Lio Piccolo, il sacrestano Gino e suor Dolores, che con le loro dicerie avrebbero indotto Carlo a credere che Emilio fosse il figlio del diavolo.
Giunto a Venezia, Furio riceve un misterioso pacchetto contenente i canini recisi di un maiale, e percepisce il pianto incessante di un neonato. In città, ha modo di parlare con il medico che ha eseguito l'autopsia su Emilio, il quale gli rivela che ci sono state delle irregolarità e che il corpo è stato seppellito prima che potesse essere svolto un esame approfondito. Scopre inoltre che don Zanini e suor Dolores sono morti. Rintraccia Padre Amedeo, ma questi rimane nell'ambiguità e non gli rivela se abbia effettivamente eseguito un esorcismo o se lui per primo creda che il delitto sia dovuto alla superstizione. Infine Furio viene avvicinato da Clara: l'uomo le propone di ritirare le accuse sulle persone coinvolte nel caso; diversamente, procederà alla riesumazione del corpo di Emilio perché sia condotta un'adeguata autopsia. La donna pare conciliante in merito, ma poiché con le sue indagini Furio ha attirato attenzione su di sé e sul Ministero, viene sollevato dall'incarico e richiamato a Roma.
Furio è ormai coinvolto personalmente nel caso, quindi contravvenendo agli ordini si reca di sua volontà a Lio Piccolo e continua le indagini per scagionare definitivamente Carlo. Nel paesino viene avvicinato dal sacrestano Gino, il quale dapprima gli racconta che, alla morte di Emilio, Clara aveva chiesto che ne venissero rimossi i canini, i quali sono verosimilmente quelli recapitati a Furio; successivamente gli mostra un documento tenuto nascosto, nel quale viene narrato l'abbandono presso la chiesa del corpo squartato della sorellina di Emilio, sbranata dal ragazzo. Se venisse trovato il corpo, si dimostrerebbe una volta per tutte che la storia di Clara era falsa; Gino rivela di aver seppellito il corpo nella cripta della chiesa. Furio vi si cala ed effettivamente lo trova (la presenza del vestiario impedisce allo spettatore l'osservazione di eventuali morsi). Prima che Furio possa uscire dal sotterraneo, Gino chiude la botola d'accesso rinchiudendolo al suo interno. L'ultima cosa che Furio vede è Carlo, alle spalle di Gino, sorridere mettendo in mostra una dentatura che sembra accennarsi a quella simile di un maiale.

## Produzione
Benché nella finzione ambientato a Lio Piccolo, il film è stato girato nelle Valli di Comacchio

## Distribuzione
Il trailer del film è uscito il 18 giugno 2019. È stato distribuito nelle sale cinematografiche il 22 agosto seguente.

## Accoglienza

### Incassi
Nel week-end d'esordio il film si è posizionato al terzo posto del box office italiano, preceduto da Fast & Furious - Hobbs & Shaw e Il re leone.
Gli incassi totali del film in Italia ammontano a 1173752 €.
In tutto il mondo ha avuto un incasso di 1188159 €.

### Critica
Il film è stato accolto positivamente dalla critica. Per il Fatto Quotidiano «è un horror purissimo, serissimo e quello che più conta riuscito», mentre per il Giornale «un'opera raffinata d'ambientazione campestre e d'atmosfera gotica, in cui il terrore emerge da un'indagine sulla seduzione del male». Secondo il settimanale Famiglia Cristiana «per Pupi Avati è un ritorno riuscito alla parte più originale della sua cinematografia, quella degli esordi e del sottogenere di cui è geniale capostipite, il gotico padano».

## Sequel
Pochi giorni prima dell'uscita del film, il regista ha svelato l'intenzione di realizzare un'intera "saga sul male" ambientata negli stessi luoghi.

## Riconoscimenti
- 2020 - Nastro d'argento
  - Migliore soggetto a Pupi Avati, Antonio Avati e Tommaso Avati
- 2020 - Ciak d'oro
  - Candidatura a miglior regista a Pupi Avati[10]